# 习姓
習姓為中文姓氏之一，百家姓第332位，但全国人口排名未进前400名。
根據中國大陸近年統計，習姓人口約為八十一萬。

## 起源
- 春秋时期秦國地名少习，在今陕西商县东180多里，后称为武关。居其地者，有人以地名命姓为习姓。
- 中國的少數民族西姓，許多人漢化以後，改奚姓、習姓。

## 分布
习姓分布较广，人口约占全中国汉族人口的0.01％。湖南、陕西二省尤多，全中国习姓人口的87％分佈在這兩省。

## 郡望堂号

### 郡望
- 东阳郡
- 襄阳郡
- 晋阳郡

### 堂号
习姓主要堂号有：
- 东阳堂
- 敦化堂
- 忠烈堂

## 外部連結
[在维基数据编辑]
 《百家姓》
 《欽定古今圖書集成·明倫彙編·氏族典·習姓部》，出自陈梦雷《古今圖書集成》